# Moskva (album)
Moskva è il secondo album in studio del gruppo pop russo Glukoza. Dopo la realizzazione dell'album la cantante Natasha Ionova ha infatti lasciato il gruppo per proseguire la carriera di cantante solista.

## Tracce
1. "Швайне" (Pigs) – 4:25
2. "Снег Идёт" (It's Snowing) – 3:58
3. "Горилла" (Gorilla) – 5:01
4. "К Чёрту" (To Hell) – 5:14
5. "Юра" (Yura) – 3:26
6. "Москва" (Moscow) – 5:46
7. "Пипец"  (Shit) – 3:08
8. "Корабли" (Ships) – 3:48
9. "Ой-Ой" (Oh-Oh) – 3:39
10. "Карина" (Karina) – 3:36

Bonus tracks
1. "Москва" (versione 2)
2. "Юра" (versione 2)
3. "Швайне" (versione 2)